# Vorbereitungsdienst
Vorbereitungsdienst bezeichnet in Deutschland die von Beamten zur Vorbereitung auf ihr späteres Amt nach der entsprechenden Laufbahnverordnung abzuleistende Laufbahnausbildung. Er ist ein Begriff des deutschen Beamtenrechts. In der Laufbahngruppe des höheren Dienstes wird er grundsätzlich Referendariat genannt. Auch das zweijährige Rechtsreferendariat wird Vorbereitungsdienst genannt (§ 5b DRiG), auch wenn dieses, außer in Mecklenburg-Vorpommern und Hessen, nicht in einem Beamtenverhältnis, sondern in einem öffentlich-rechtlichen Ausbildungsverhältnis absolviert wird.

## Allgemeines
Der Vorbereitungsdienst für Beamte zielt auf den Erwerb der Laufbahnbefähigung. Beamte im Vorbereitungsdienst befinden sich grundsätzlich in einem Beamtenverhältnis auf Widerruf. Beamten im Vorbereitungsdienst ist noch kein Amt im statusrechtlichen Sinne verliehen worden. Daher führen sie keine Amtsbezeichnung, sondern eine Dienstbezeichnung. Diese richtet sich nach dem Eingangsamt der Laufbahn des Vorbereitungsdienstes mit dem Zusatz -anwärter, z. B. Regierungsinspektoranwärter. Die mitunter verwendete Bezeichnung „Beamtenanwärter“ ist irreführend, weil bereits ein Beamtenverhältnis besteht.
Beamte im Vorbereitungsdienst für den höheren Dienst führen die Dienstbezeichnung Referendar/Referendarin (§ 11 Bundeslaufbahnverordnung (BLV)) oder teilweise Assessor, für den höheren technischen Dienst teilweise auch „Technischer Referendar“. Im Vorbereitungsdienst für den höheren Kriminaldienst des Bundes lautet die Dienstbezeichnung „Kriminalratanwärter“ (§ 5 Abs. 1 KrimLV) und im Vorbereitungsdienst für den höheren auswärtigen Dienst „Attache“ (§ 1 Abs. 2 LAP hADV). Referendar leitet sich von lateinisch referendarius ab und bedeutet wörtlich „Berichterstatter“. Die Dienstbezeichnung „Referendar“ ist geschützt und darf nur mit der öffentlich-rechtlichen Zulassung zum Referendariat geführt werden. Ein Missbrauch des Titels ist nach § 132a StGB strafbar. Der Strafrahmen ist Freiheitsstrafe bis zu einem Jahr oder Geldstrafe. In den Ländern Baden-Württemberg, Hessen und Sachsen ist „Referendar“ ein öffentlich-rechtlicher Titel, der mit dem Bestehen der ersten juristischen Prüfung verliehen wird bzw. mit der Aushändigung des Zeugnisses (Hessen). An eine Einstellung in den Vorbereitungsdienst ist die Führung des Titels daher in diesen Ländern nicht gebunden (Baden-Württemberg: § 35 Abs. 3 JAPrO; Hessen: § 25 Abs. 3 JAG; Sachsen: § 15 Abs. 4 SächsJAPO). Das Referendariat wird mit der „Zweiten Staatsprüfung“ beendet. Nach erfolgreicher Beendigung des Referendariats sind die Absolventen in der Regel berechtigt, die Berufsbezeichnung Assessor zu führen, auch mit einem laufbahnspezifischen Präfix (z. B. Rechtsassessor, Studienassessor, Archivassessor). Das Bestehen auch des Zweiten Staatsexamens ist Voraussetzung für die Ernennung eines Bewerbers zum Beamten auf Probe bzw. zur Einstellung in das Beamtenverhältnis auf Probe. Die Zweite Staatsprüfung ist insofern auch eine Laufbahnprüfung. Oft ist das Bestehen des Zweiten Staatsexamens auch von Gesetzes wegen Voraussetzung für Berufe außerhalb von Beamtenlaufbahnen bei Trägern der öffentlichen Verwaltung (z. B. Rechtsanwälte, Notare, Lehrer) oder bringt dem Bewerber auf dem Arbeitsmarkt Vorteile (z. B. bei Bauassessoren, Archivassessoren).
Vorbereitungsdienste können grundsätzlich für alle vier Laufbahngruppen (einfacher, mittlerer, gehobener, höherer Dienst) eingerichtet werden. Im einfachen Dienst ist er aber aufgrund der einfachen Tätigkeiten unüblich. Vorbereitungsdienste werden eingerichtet durch Gebietskörperschaften, sonstige Körperschaften (z. B. Berufsgenossenschaften), Anstalten (z. B. BaFin) und Stiftungen des öffentlichen Rechts (z. B. ZLB) oder sonstige Träger der öffentlichen Verwaltung, soweit ihnen die Dienstherrnfähigkeit für Beamte durch Gesetz verliehen worden ist.
Mit der Föderalismusreform 2006 fiel das Laufbahnrecht in die Zuständigkeit der Länder. Seitdem hat sich das Laufbahnrecht und die Regelungen über die Vorbereitungsdienste in den Ländern auseinanderentwickelt. Der Bund behielt die Zuständigkeit für seine eigenen Beamten. Vorbereitungsdienste bestehen auch für die Kirchenbeamten.

## Bundesbeamte
Nach § 6 Abs. 4 Nr. 1 Bundesbeamtengesetz (BBG) dient das Beamtenverhältnis auf Widerruf überwiegend der Ableistung eines Vorbereitungsdienstes. Durch den Abschluss eines fachspezifischen Vorbereitungsdienstes erlangen die Beamten die Laufbahnbefähigung. Voraussetzung für die Einstellung in den Vorbereitungsdienst ist die erfolgreiche Teilnahme an einem Auswahlverfahren. (§ 10a Abs. 1 BLV)
Beamte auf Widerruf im Vorbereitungsdienst können jederzeit entlassen werden. Ihnen soll jedoch die Gelegenheit gegeben werden, den Vorbereitungsdienst abzuleisten und die Prüfung abzulegen. (§ 37 Abs. 2 Satz 1 BBG) Sie sind zu entlassen bei Nichtbestehen der Prüfung oder endgültigem Nichtbestehen der Zwischenprüfung. Sie sind auch mit Bestehen der Prüfung entlassen (§ 37 Abs. 2 Satz 2 BBG), allerdings schließt sich in der Regel, da sie nun die Laufbahnbefähigung erworben haben, die erste Ernennung unter das Eingangsamt ihrer Laufbahn unter Berufung in ein neues Beamtenverhältnis auf Probe an.
Der Vorbereitungsdienst kann unter anderem wegen Erkrankung, Mutterschutz, Elternzeit, Bundesfreiwilligendienst oder anderer zwingender Gründe verlängert werden. (§ 4 Abs. 1 BLV) Er kann verkürzt werden, wenn das Erreichen des Ausbildungsziels nicht gefährdet ist und nachgewiesen wird, dass die für die Laufbahnbefähigung erforderlichen Fähigkeiten, Kenntnisse und Fertigkeiten erworben worden sind. (§ 16 Abs. 1 BLV)
Sofern kein Vorbereitungsdienst absolviert wird, kann die Befähigung für eine Laufbahn anerkannt werden. Dies setzt eine Ausbildung voraus, die den Anforderungen eines fachspezifischen Vorbereitungsdienstes entspricht, was der Fall ist, wenn die Ausbildung seine wesentlichen Inhalte in gleicher Breite und Tiefe vermittelt hat und die abschließende Prüfung der entsprechenden Laufbahnprüfung gleichwertig ist. (§ 19 Abs. 2 BLV)
Behörden, die keine Vorbereitungsdienste eingerichtet haben, gewinnen ihren Beamtennachwuchs, indem sie die Laufbahnbefähigung nach Vorliegen entsprechender Vorbildung in Form von Ausbildung und hauptberuflichen Tätigkeiten anerkennen. Viele Beamte des höheren nichttechnischen Verwaltungsdienstes des Bundes haben die Befähigung zum Richteramt. Für diese hat der Bund keinen Vorbereitungsdienst eingerichtet. Sie durchlaufen die Rechtsreferendariate in den Ländern. Gemäß § 21 Abs. 2 BLV hat die Laufbahnbefähigung für den höheren nichttechnischen Verwaltungsdienst auch, wer die Befähigung zum Richteramt besitzt. Daher entfällt ein möglicherweise kompliziertes Anerkennungsverfahren von erworbenen Laufbahnbefähigungen der Länder. Juristen sind gegenüber den Nicht-Juristen insofern besser gestellt, als Letztere eine mindestens zweieinhalbjährige hauptberufliche Tätigkeit nachweisen müssen, die nach Inhalt und Schwere dem höheren nichttechnischen Verwaltungsdienst entspricht. Das juristische Referendariat hingegen dauert nur zwei Jahre. Zudem muss die Anerkennung der Laufbahnbefähigung für Nicht-Juristen, die keinen Vorbereitungsdienst durchlaufen, noch in einem Verbeamtungsverfahren festgestellt werden.
Die Laufbahnbefähigung gilt grundsätzlich für eine Laufbahn unabhängig davon, welcher fachspezifische Vorbereitungsdienst absolviert wurde. So wurde eine formale Hürde beim Wechsel zwischen Bereichen abgebaut, wie sie noch vor der Neufassung des BLV 2009 bestand. Damals gab es zahlreiche spezielle Laufbahnen.

### Rechtsgrundlagen
Die allgemeinen Vorschriften zu den Vorbereitungsdiensten der Beamten hat die Bundesregierung in der Bundeslaufbahnverordnung (BLV) geregelt. Diese Rechtsverordnung wurde (in Bezug auf die Vorbereitungsdienste) nach § 26 Abs. 1 Bundesbeamtengesetz (BBG) erlassen. Besondere Vorschriften für die einzelnen Vorbereitungsdienste ergehen durch die obersten Dienstbehörden. Die Bundesregierung hat sie dazu nach § 26 Abs. 2 BBG ermächtigt.
Die Laufbahnen des auswärtigen Dienstes, des Bundesbankdienstes, des Polizeivollzugsdienstes des Bundes und des kriminalpolizeilichen Vollzugsdienst des Bundes sind sogenannte Sonderlaufbahnen im Bereich des Bundes, die nicht in der BLV geregelt sind. Für den auswärtigen Dienst finden sich Bestimmungen in § 12 des Gesetzes über den Auswärtigen Dienst, für den Bundesbankdienst in § 31 Bundesbankgesetz und für den Polizeivollzugsdienst sowie den kriminalpolizeilichen Vollzugsdienst des Bundes in der § 7 Bundespolizeibeamtengesetz und.
Die beiden fachspezifischen Vorbereitungsdienste der Nachrichtendiensten des Bundes Bundesnachrichtendienst und Bundesamt für Verfassungsschutz haben als Besonderheit eine gemeinsame Vorbereitungsdienst-Verordnung.

### Sonderregelungen
Ein Beamter auf Lebenszeit, der in einem Aufstiegsverfahren einen fachspezifischen Vorbereitungsdienst ableistet, kann gleichzeitig zum Beamten auf Widerruf ernannt werden. (§ 11a Abs. 1 BBG) Er hat dann zwei Arten von Beamtenverhältnissen (§ 6 BBG) zugleich. Seine Rechte und Pflichten aus dem im Beamtenverhältnis auf Lebenszeit übertragenen Amt ruhen während der Ableistung des Vorbereitungsdienstes.
Bei Personen, die berufsmäßigen Wehrdienst (Berufssoldat oder Soldat auf Zeit) geleistet haben, können anstelle des Vorbereitungsdienstes inhaltlich den Anforderungen eines Vorbereitungsdienstes entsprechende Qualifizierungen berücksichtigt werden. (§ 23 Abs. 8 BLV) Hierauf besteht als Kann-Vorschrift kein Rechtsanspruch.
Berücksichtigungsfähige Zeiten für die Einstellung in ein höheres Amt als das Eingangsamt oder zur Anrechnung auf die Probezeit können nicht berücksichtigt werden, wenn diese bereits auf den Vorbereitungsdienst angerechnet worden sind. (§§ 25, 29 BLV)
Beamte, die bereits dem Amt einer Laufbahn angehören und einen Aufstieg in die nächsthöhere Laufbahn durchführen wollen, können dies unter anderem durch erfolgreichen Abschluss eines fachspezifischen Vorbereitungsdienstes erreichen. (§ 35 BLV) Die Aufstiegsausbildung kann auch außerhalb eines fachspezifischen Vorbereitungsdienstes in einem Studiengang an einer Hochschule erfolgen, wenn hierfür ein dienstliches Interesse besteht. (§ 39 Abs. 1 BLV)
Werden Beamte auf Widerruf im Vorbereitungsdienst zum Zweck ihrer Ausbildung einer Ausbildungsstelle an einen anderen Ort als dem bisherigen Dienst- oder Wohnort zugewiesen, können ihnen die dadurch entstehenden notwendigen Mehrausgaben als Trennungsgeld ganz oder teilweise erstattet werden. (§ 83 Abs. 2 BBG)
Stellen, die mit Beamten unmittelbar nach Abschluss ihres Vorbereitungsdienstes besetzt werden, sind von der Stellenausschreibungspflicht gemäß § 4 Abs. 2 Nr. 3 BLV befreit.

### Eingerichtete fachspezifische Vorbereitungsdienste

#### Einfacher Dienst
In der Laufbahngruppe des einfachen Dienstes sind beim Bund keine Vorbereitungsdienste eingerichtet. Der Laufbahngruppe des einfachen Dienstes gehören anteilsmäßig nur sehr wenige Bundesbeamte an. Einfache Tätigkeiten prägen ihr Tätigkeitsbild. Daher ist keine Ausbildung im Umfang eines Vorbereitungsdienstes erforderlich.

#### Mittlerer Dienst
Ein Vorbereitungsdienst für den mittleren Dienst dauert mindestens ein Jahr, in der Regel jedoch zwei Jahre. Er besteht aus einer fachtheoretischen und einer berufspraktischen Ausbildung. (§ 12 BLV) Fachspezifische Vorbereitungsdienste sind u. a. gemäß Anlage 2 (zu § 10 Abs. 1) BLV eingerichtet im:
- mittleren nichttechnischen Verwaltungsdienst
  - mittleren Dienst im Bundesnachrichtendienst (Verordnung)
  - mittleren Zolldienst des Bundes (Verordnung)
  - mittleren Steuerdienst des Bundes (Verordnung)
  - mittleren Dienst im Verfassungsschutz des Bundes (Verordnung)
  - mittleren nichttechnischen Dienst in der allgemeinen und inneren Verwaltung des Bundes (Verordnung)
  - mittleren nichttechnischen Verwaltungsdienst in der Bundeswehrverwaltung (Verordnung)

- mittleren technischer Verwaltungsdienst
  - mittleren feuerwehrtechnischen Dienst in der Bundeswehr (Verordnung)
  - mittleren technischen Dienst in der Bundeswehrverwaltung – Fachrichtung Wehrtechnik (Verordnung)
  - mittleren technischen Dienst der Fernmelde- und Elektronischen Aufklärung des Bundes (Verordnung)
  - mittleren technischer Dienst in der Wasserstraßen- und Schifffahrtsverwaltung des Bundes

- mittleren naturwissenschaftlicher Dienst
  - mittleren Wetterdienst des Bundes (Verordnung)

- Sonderlaufbahnen
  - mittleren Auswärtigen Dienst (Verordnung)
  - mittleren Bankdienst der Deutschen Bundesbank (Verordnung)
  - mittleren Polizeivollzugsdienst in der Bundespolizei (Verordnung)

#### Gehobener Dienst
Ein Vorbereitungsdienst für den gehobenen Dienst dauert in der Regel drei Jahre und besteht aus Fachstudien und berufspraktischen Studienzeiten. Er wird in einem Studiengang, der mit einem Bachelor oder einem Diplomgrad mit dem Zusatz „Fachhochschule“ abschließt, an der Hochschule des Bundes für öffentliche Verwaltung oder einer gleichstehenden Hochschuleinrichtung durchgeführt. (§ 13 Abs. 1 BLV) Fachspezifische Vorbereitungsdienste sind u. a. gemäß Anlage 2 (zu § 10 Abs. 1) BLV eingerichtet im:
- gehobenen nichttechnischer Verwaltungsdienst
  - gehobenen Dienst im Bundesnachrichtendienst (Verordnung)
  - gehobenen nichttechnischen Dienst des Bundes in der Sozialversicherung (Verordnung)
  - gehobenen nichttechnischen Dienst des Bundes in der Landwirtschaftlichen Sozialversicherung
  - gehobenen nichttechnischen Zolldienst des Bundes (Verordnung)
  - gehobenen Steuerdienst des Bundes (Verordnung)
  - gehobenen Archivdienst des Bundes (Verordnung)
  - gehobenen Dienst im Verfassungsschutz des Bundes (Verordnung)
  - gehobenen Verwaltungsinformatikdienst des Bundes (Verordnung)
  - gehobenen nichttechnischen Dienst in der allgemeinen und inneren Verwaltung des Bundes (Verordnung)
  - gehobenen nichttechnischen Verwaltungsdienst in der Bundeswehrverwaltung (Verordnung)

- gehobenen technischer Verwaltungsdienst
  - gehobenen bautechnischer Verwaltungsdienst des Bundes (Verordnung)
  - gehobenen technischen Dienst – Fachrichtung Bahnwesen – (Verordnung)
  - gehobenen technischen Verwaltungsdienst in der Wasserstraßen- und Schifffahrtsverwaltung des Bundes (Verordnung)
  - gehobenen technischen Dienst in der Bundeswehrverwaltung – Fachrichtung Wehrtechnik – (Verordnung)
  - gehobenen feuerwehrtechnischen Dienst in der Bundeswehr (Verordnung)
  - gehobenen technischen Dienst bei der Unfallversicherung Bund und Bahn (Verordnung)
  - gehobenen Dienst der Fernmelde- und Elektronischen Aufklärung des Bundes (Verordnung)

- gehobenen naturwissenschaftlichen Dienst
  - gehobenen Wetterdienst des Bundes (Verordnung)

- Sonderlaufbahnen
  - gehobenen Auswärtigen Dienst (Verordnung)
  - gehobenen Bankdienst der Deutschen Bundesbank (Verordnung)
  - gehobenen Polizeivollzugsdienst in der Bundespolizei (Verordnung)
  - gehobenen Kriminaldienst des Bundes (Verordnung)

#### Höherer Dienst
Ein Vorbereitungsdienst für den höheren Dienst dauert mindestens 18 Monate, in der Regel jedoch zwei Jahre. Er vermittelt die für die Laufbahn erforderlichen berufspraktischen Fähigkeiten und Kenntnisse, (§ 14 BLV), welche auf dem Hochschulstudium aufbauen. Fachspezifische Vorbereitungsdienste sind u. a. gemäß Anlage 2 (zu § 10 Abs. 1) BLV eingerichtet im:
- höheren nichttechnischer Verwaltungsdienst
  - höheren Archivdienst des Bundes (Verordnung)

- höheren sprach- und kulturwissenschaftlichen Dienst
  - höheren Dienst an wissenschaftlichen Bibliotheken des Bundes (Verordnung)

- höheren technischen Verwaltungsdienst
  - höheren technischen Dienst in der Bundeswehrverwaltung – Fachrichtung Wehrtechnik – (Verordnung)
  - höheren technischen Verwaltungsdienst des Bundes, Fachrichtungen Bauingenieurwesen, Bahnwesen, Maschinen- und Elektrotechnik Fachgebiet Maschinen- und Elektrotechnik der Wasserstraßen, Luftfahrttechnik (Verordnung)
  - höheren technischen Verwaltungsdienst des Bundes, Fachrichtungen Hochbau, Maschinen- und Elektrotechnik Fachgebiet Maschinen- und Elektrotechnik in der Verwaltung (Verordnung)
  - höheren technischen Dienst bei der Unfallversicherung Bund und Bahn (Verordnung)

- Sonderlaufbahnen
  - höheren Auswärtigen Dienst (Verordnung)
  - höheren Bankdienst der Deutschen Bundesbank (Verordnung)
  - höheren Kriminaldienst des Bundes (Verordnung)

## Landesbeamte
Für die Beamten der Länder (einschließlich der Beamten der Gemeinden, Gemeindeverbände und sonstiger dem Land unterstehender Körperschaften, Anstalten und Stiftungen) haben die Verordnungsgeber in Ausführung der Landesbeamtengesetze eigene Laufbahnverordnungen (mit ergänzenden Ausbildungs-, Prüfungs- und Qualifizierungsverordnungen) erlassen, die trotz aller föderalen Selbständigkeit im Kern der Bundeslaufbahnverordnung ähnlich sind. Zum Teil haben die Länder das oben genannte Prinzip der vier Laufbahngruppen und des Wechsels zwischen ihnen modifiziert. Durch die weitgehende Übereinstimmung zwischen der Bundeslaufbahnverordnung und den Laufbahnverordnungen der Länder ist daher ein länderübergreifender Dienstherrnwechsel grundsätzlich möglich. Dieser ist grundlegend im Beamtenstatusgesetz geregelt.
In den Ländern bestehen unter anderem folgende Vorbereitungsdienste für den höheren Dienst, wobei die meisten Referendare eine der ersten beiden Referendariate durchläuft:
- Lehramtsreferendariat
- Rechtsreferendariat
- Bibliotheksreferendariat
- Forstreferendariat
- Technisches Referendariat

In das Referendariat kann eintreten, wer ein mindestens dreijähriges Studium an einer Hochschule mit der „Ersten Staatsprüfung“ oder einer gleichwertigen akademischen Prüfung abgeschlossen hat. Die Dienstbezeichnung Referendar kann auch mit einem auf die Laufbahn hinweisenden Vorsatz (z. B. Rechtsreferendar, Studienreferendar) ergänzt werden.
Die Ausbildung der Referendare obliegt den Landesverwaltungen der Bundesländer, die hierzu Ausbildungsvorschriften verfasst haben. Teilweise werden die Referendare als Beamte auf Widerruf geführt. Die meisten Länder gingen allerdings dazu über, auf Grundlage des § 14 Abs. 1 Satz 1 Beamtenrechtsrahmengesetzes a. F. den Vorbereitungsdienst in einem öffentlich-rechtlichen Ausbildungsverhältnis eigener Art (ggf. mit geringeren Bezügen) zu gestalten, sofern das Referendariat auch für Berufe außerhalb des Beamtenverhältnisses Voraussetzung ist. Dies gilt insbesondere für Rechtsreferendare, da das Rechtsreferendariat Voraussetzung für den Beruf des Rechtsanwalts ist. Thüringen stellte z. B. zum 1. Mai 2016 als letztes Bundesland das Ausbildungsverhältnis der Rechtsreferendare ebenfalls vom Beamtenverhältnis auf Widerruf in ein öffentlich-rechtliches Ausbildungsverhältnis um. Seit Dezember 2018 verbeamtet Mecklenburg-Vorpommern wieder seine Rechtsreferendare auf Widerruf.
Eine kleinere Gruppe von Referendaren sind die technischen Referendare, deren Referendariat auf den höheren technischen Dienst vorbereitet. Abhängig von der angestrebten Fachrichtung ist ein abgeschlossenes naturwissenschaftliches oder Ingenieurstudium Eingangsvoraussetzung. Die Laufbahnprüfung wird bis auf die Länder Baden-Württemberg und Bayern zentral vom Oberprüfungsamt für den höheren technischen Verwaltungsdienst abgenommen. Größte Gruppe der technischen Referendare ist die der Baureferendare.
Darüber hinaus werden aber auch z. B. Bibliotheksreferendare für die wissenschaftlichen und öffentlichen Bibliotheken, Archivreferendare für das staatliche und kommunale Archivwesen, Veterinärreferendare für die staatlichen Veterinäruntersuchungsämter, Brandreferendare für den höheren feuerwehrtechnischen Dienst sowie Forstreferendare für den höheren Forstdienst ausgebildet. Für alle Referendare ist regelmäßig eine Laufbahnprüfung vorgeschrieben; sie sind in der Regel während des Vorbereitungsdienstes Beamte.

## Soldaten
Die für die Ablegung einer Unteroffizier-, Feldwebel- oder Offizierprüfung erforderlichen Wehrdienstzeiten der Soldaten der Bundeswehr werden nicht Vorbereitungsdienst genannt.

## Richter
Voraussetzung, um in Deutschland Richter zu werden, ist neben einem vorangegangenen Studium der Rechtswissenschaften an einer Universität mit Schwerpunktstudium anschließend das Absolvieren eines Rechtsreferendariat eines Bundeslandes (§ 5 DRiG). 
Auch zur Rechtsanwaltschaft kann nach § 4 Ziff. 1 BRAO nur zugelassen werden, wer die Befähigung zum Richteramt nach dem Deutschen Richtergesetz erlangt hat.

## Katholische Kirche
In der römisch-katholischen Kirche in Deutschland sind auch Vorbereitungsdienste anzutreffen. Nach dem Studium der Theologie oder der Praktischen Theologie bzw. Religionspädagogik müssen die Bewerber, die Pastoralreferent oder Gemeindereferent werden möchten, einen zwei- bis dreijährigen Vorbereitungsdienst in einer Pfarrei und in der Schule absolvieren. Dieser Vorbereitungsdienst, der Assistenzzeit genannt wird, endet mit der zweiten Dienstprüfung und der unbefristeten Übernahme sowie der Beauftragung. In dieser Phase tragen die Anwärter die Berufsbezeichnung Gemeinde-/Pastoralassistent.

## Evangelische Kirche
In den Gliedkirchen der Evangelischen Kirche in Deutschland sind ebenfalls Vorbereitungsdienste eingerichtet. Gemäß § 1 Laufbahnverordnung der EKD gilt die Bundeslaufbahnverordnung entsprechend mit wenigen Ausnahmen. In der Evangelischen Kirche von Westfalen z. B. können geeignete Bewerber in den kirchlichen Vorbereitungsdienst aufgenommen und zum Vikar berufen werden. Er dauert in der Regel zweieinhalb Jahre. Die Ausbildung erfolgt in Kirchengemeinden und Schulen. Der Vorbereitungsdienst kann im Rahmen eines Sondervikariats z. B. in Ämtern und Einrichtungen der Landeskirche, als Auslandsvikariat oder Hochschulvikariat oder aus anderen besonderen Gründen verlängert werden. Mit der Aufnahme in den Vorbereitungsdienst wird der Vikar für die Gesamtzeit der Ausbildung einem Gemeindepfarrer als der dem Gemeindementor zur Ausbildung zugewiesen. Supervision ist Bestandteil der Ausbildung.